# Реннський метрополітен
Реннський метрополітен (фр. Métro de Rennes, брет. Metro Roazhon') — метрополітен міста Ренн, столиці Бретані. До часу відкриття другої лінії Лозаннського метрополітену (перетвореного з зубчастої залізниці) в жовтні 2008 року 200-тисячний Ренн був найменшим містом у світі, що має метро.
Реннське метро функціонує з 15 березня 2002 р і є повністю автоматичним, без машиністів. Станції закритого типу, з розсувними дверима, що відкриваються одночасно з дверима поїзда, що прибув. Аналогічно влаштований Тулузький метрополітен. Роботою системи управляє мінімум 4 людини на центральному командному посту в депо Шантепі; за метрополітеном стежать 120 камер спостереження.
На 2022 рік мережа складається з двох ліній, лінії A і B, має 28 станцій і простягається на 23,5 км, причому більша частина маршруту підземна. Лінія А сполучає квартал Вілежан з кварталом Потері, прокладено повз центр міста. 
Базується на технології Siemens VAL. 
У 2014 році щоденно на лінії здійснювалося близько 140 тис. поїздок.
Друга лінія, лінія B, відкрита 20 вересня 2022 р. 
 
Пролягає з північного сходу на південний захід між Сессон-Севіньє та Сен-Жак-де-ла-Ланд, вона також має 15 станцій, дві з яких спільні з лінією А, утворюючи х-подібну мережу. Це буде перша лінія метро у світі, яка буде використовувати технологію NeoVal.

## Історія
У 1960-х роках Анрі Фревіль (мер Ренна) обговорював повернення міського трамвая, який був ліквідований попереднім мером Івом Мілоном. 
Проте колишню трамвайну колію не любили через те, що вона не відповідала автомобільному менталітету міста. 
Коли Шарль де Голль відвідав Ренн 31 березня 1969 року, він зауважив Анрі Фревілю: «Коли у вас мільйон жителів, ви можете мати своє метро».
Плановий документ, що лежить в основі міської транспортної структури у Ренні, зазнав редизайну, який розпочався у вересні 1984 року. 
Цю реконструкцію здійснив мер Едмонд Ерве, який намагався зменшити корки та зменшити майбутні ризики шляхом перепланування центру міста.
У період з червня по вересень 1986 року SITCAR провів перші дослідження щодо створення мережі громадського транспорту, відокремленої від дорожнього руху, у Ренні у відповідь на постійне збільшення кількості пасажирів. 
Мало бути проведено декілька досліджень з розгляду двох різних видів транспорту: трамваю та легкої залізниці.
- 1986: міська рада вирішує створити транспортну лінію по північно-західній/південно-східній осі.
- 1989: муніципалітет вирішує використовувати технологію VAL.
- 1992: Проект Лінії A отримує схвалення щодо планування та охорони навколишнього середовища.
- 1997: Початок робіт на лінії А.
- 2002: Відкриття лінії А.
- 2005: Облаштовано три автостоянки
- 2006: Створення картки Korrigo
- 2007: міська рада приймає рішення про створення другої лінії метро (B)
- 2010: муніципалітет вирішує використовувати технологію CityVal.
- 2011: Проект «Лінія B» отримує дозвіл на планування та екологічне схвалення.
- 2014: Початок робіт на лінії B
- 2022: Відкриття лінії B

## Лінія А
Лінія А, відкрита 15 березня 2002 року, заснована на технології Siemens VAL. 
Лінія має завдовжки 9,4 км прокладена приблизно з північного заходу на південний схід від станції «Джон Ф. Кеннеді» до «Ля-Потрі» через залізничну станцію Ренн (обслуговується станцією метро Гар), та має 15 станцій (13 з яких підземні).
Трафік здійснюються з 05:20 до 00:40 щодня (крім четверга, п'ятниці та суботи з 05:20 до 01:35), а час очікування між поїздами становить приблизно 80 секунд. 
Час в дорозі займає близько 16 хвилин із середньою швидкістю поїзда 32 км/год. 
Усі станції закритого типу.
Рухомий склад складається з 30 поїздів, кожен вагою 28 тонн і довжиною 26 метрів, місткістю 170 пасажирів.
У січні 2005 року було облаштовано три автостоянки на 900 місць для автівок. 
Ще дві були відкриті у 2006–2007 роках і можуть вмістити додатково 700 автомобілів.
1 березня 2006 року була створена картка під назвою KorriGo як додаток до квиткової системи для покращення руху метро та міської автобусної мережі.
Лінія обслуговується «Service des Transports en Commun de l'Agglomération Rennaise» (STAR) і управляється Keolis. 
Його штат нараховує приблизно 100 осіб. 
Він керується з центру управління, розташованого в Шантепі. 
За станціями стежать 120 камер.
Станція «Ля-Потрі» та віадуки на лінії були спроектовані Foster and Partners.

### Список станцій
- Джон Ф. Кеннеді
- Вільжан-Університет (кампус університетів міста Ренн)
- Поншалу
- Анатоль Франс
- Сент-Анн
- Репюблік (Площа Республіки, парламент Бретані)
- Шарль де Голль
- Ґар (Вокзал міста Ренна)
- Жак Картьє
- Клемансо
- Анрі Фревіль
- Італі
- Тріанглє
- Лє-Блон
- Ля-Потрі

### Галерея

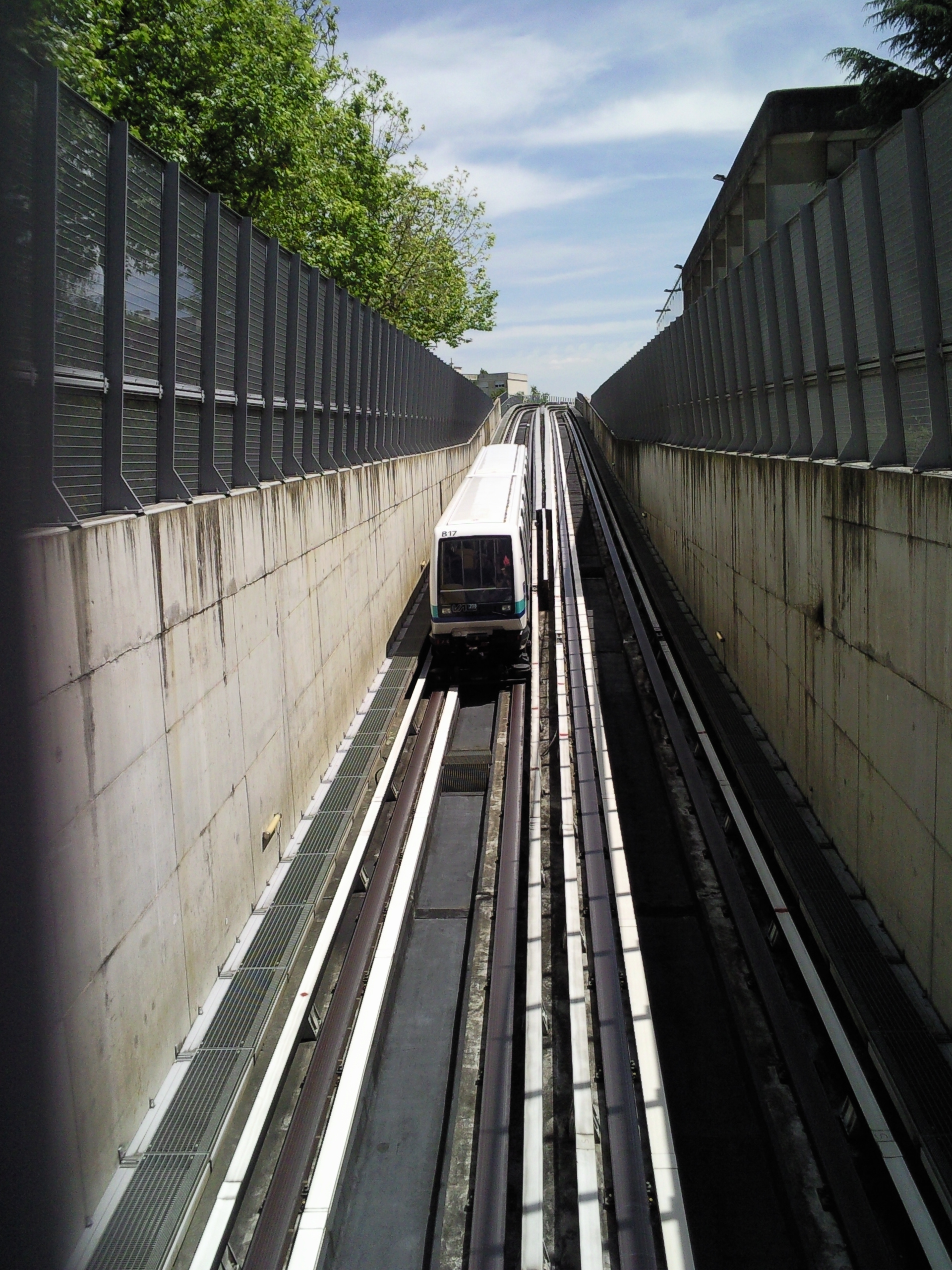
Вільжан-Університет
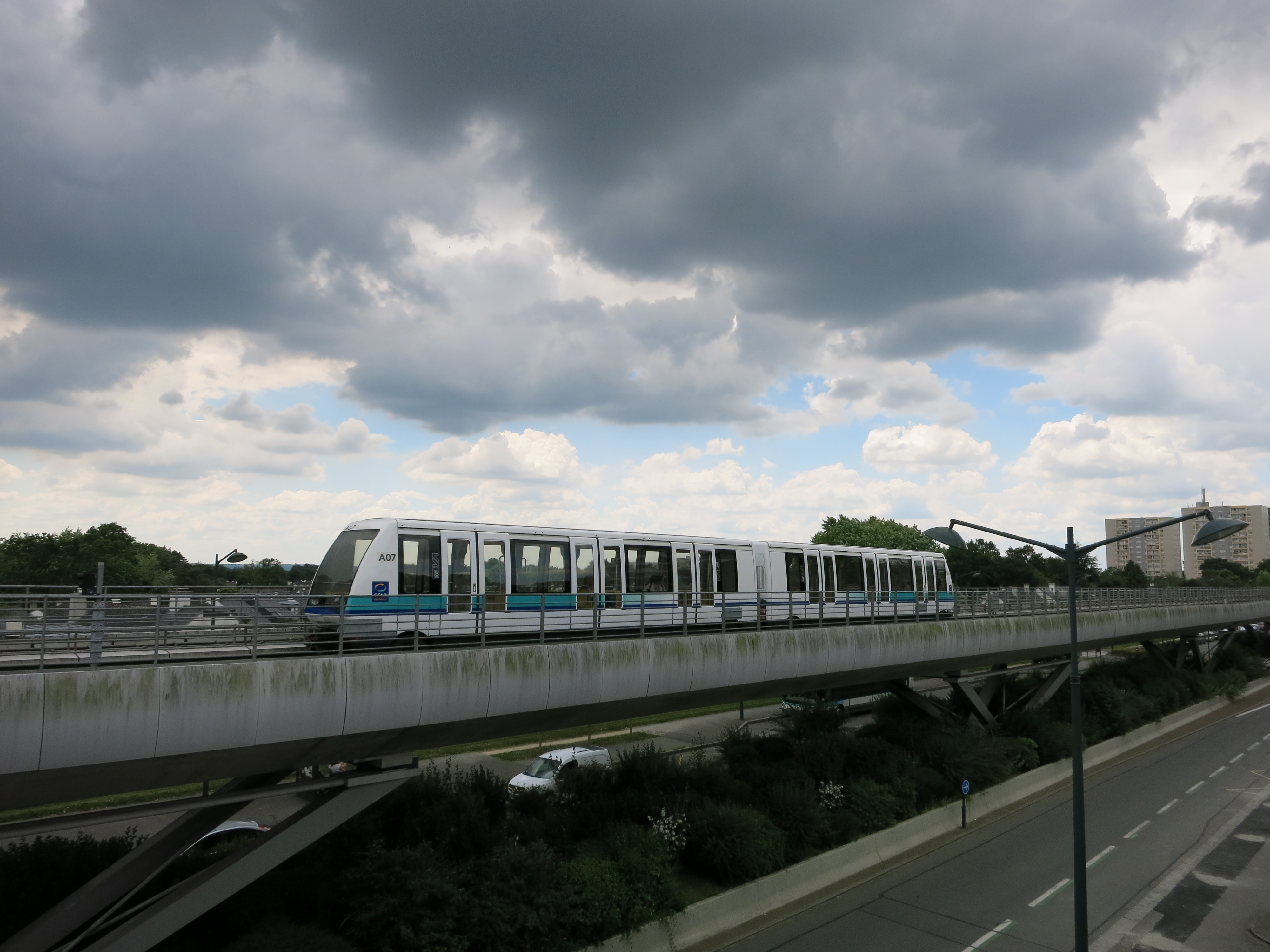
Ля Потрі
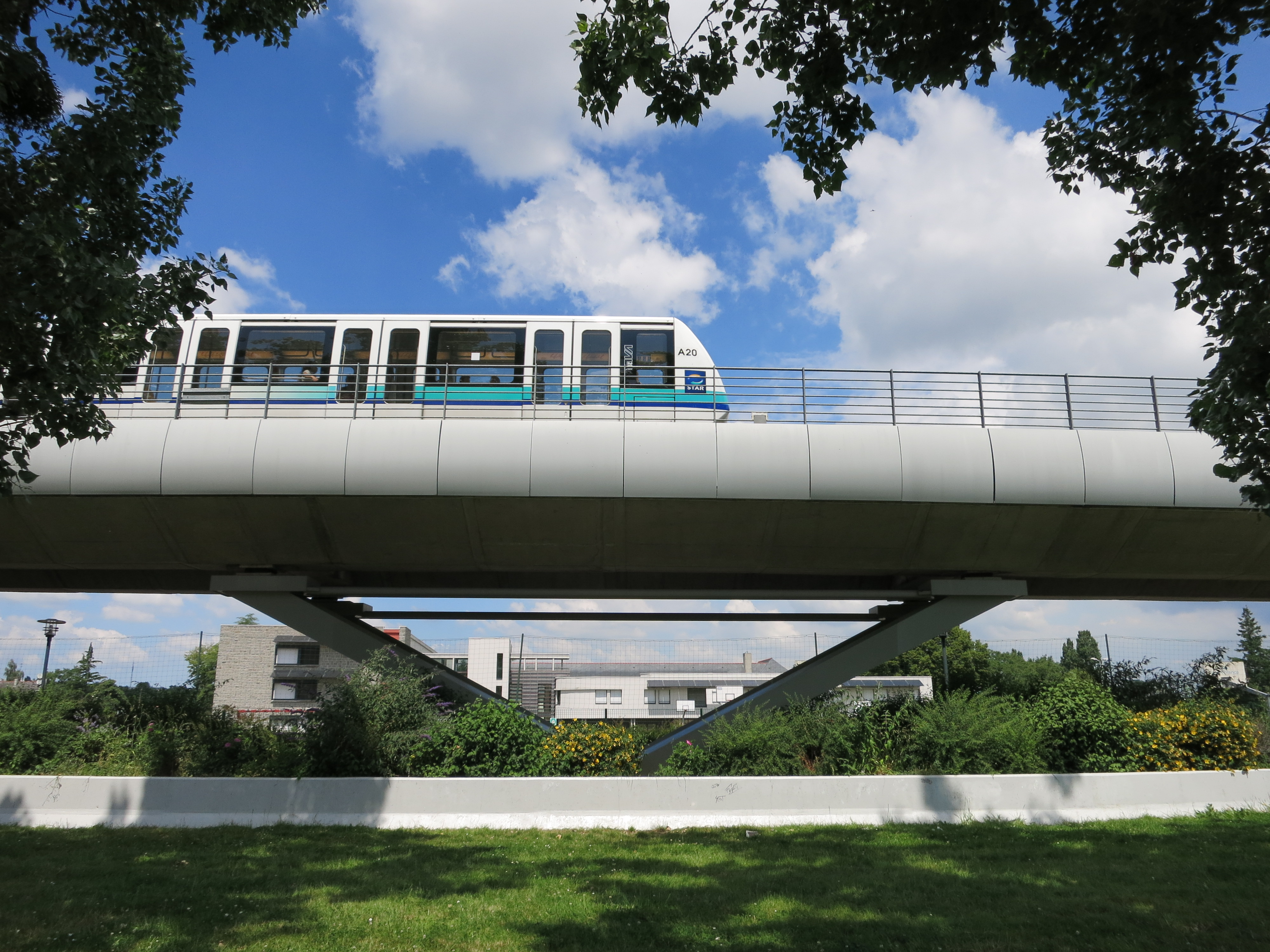
Ля Потрі
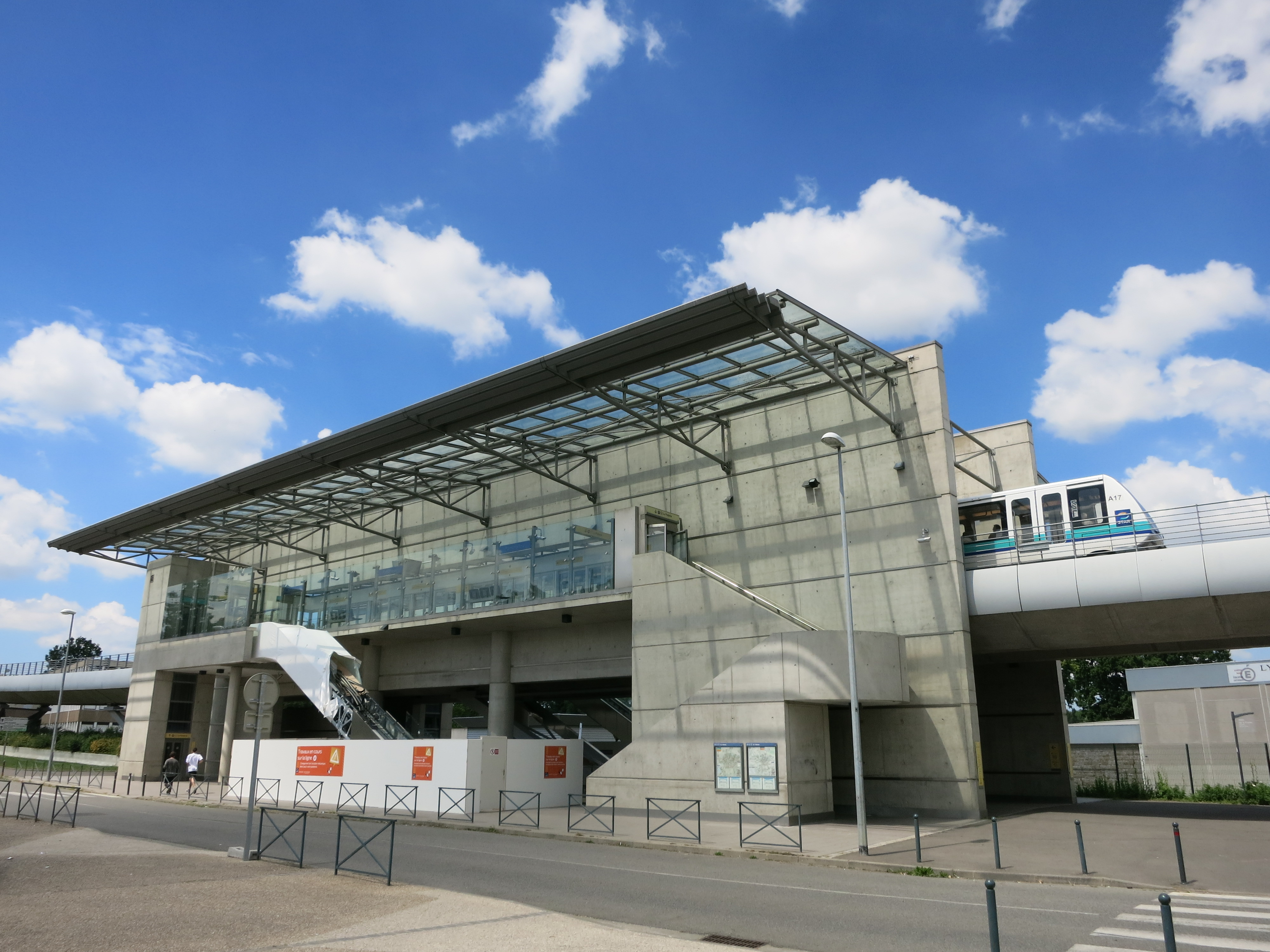
Поншалу

## Лінія В
Відкрита 20 вересня 2022 року лінія В заснована на новій технології NeoVal . 
Лінія має 13,4 км, прокладена з північного сходу на південний захід між Цессон - Віасілва та Сен-Жак - Гаїте та має 15 станцій (12 з яких підземні). 
Лінія має станції пересадки з лінією A: Сент-Анн і Гарз , а інші дві станції: Сен-Жермен і Коломб'є, знаходяться в межах пішої досяжності до лінії A.
Північно-східний кінець лінії обслуговує віадук довжиною майже 2,4 км. Віадук підтримується 70 опорами, середня висота між нижньою частиною палуби та землею становить 6-7 м, а найвища опора — 9,35 м. 

Віадук обслуговує три станції: Цессон - Віасілва, Аталанте  і Беольє - Юніверсите. 
У кінці віадука з боку станції «Беольє - Юніверсите» лінія йде під землю.

### Станції
- Цессон - Віасілва
- Аталанте
- Беольє - Юніверсите
- Жольо Кюрі - Шатобріанд
- Лез Гейольє
- Грос-Шен
- Жюль Феррі
- Сент-Анн
- Сен-Жермен
- Гарз
- Коломб'є
- Мабілез
- Клене
- Ла-Курруз
- Сен-Жак - Гаїте